# 第二書房
株式会社第二書房（だいにしょぼう）は、日本の出版社である。社名は第一書房の元社員であった伊藤禱一が、第一書房の復興のため活動したが果たせず、自身で新たな出版社を開業したことによる。
ゲイ向け雑誌『薔薇族』の発行で有名であるが、かつては歌集、詩集、ドキュメンタリーなどの単行本の出版を専門としていた。インターネットの普及により『薔薇族』の売り上げは落ち込み、2004年には一旦休刊、2007年には抵当に入っていた社屋から移転を余儀なくされる。その後は主に友人などの寄付で『薔薇族』を不定期刊行していたが、新編集長竜超の下で薔薇族を継続することが決定した。

## 歴史
- 1944年 - 第一書房（第1期）解散。
- 1948年 - 伊藤禱一が第二書房を創業。自宅にて、他に一切の社員を使わず操業を始める。吉田絃二郎『夜や秋や日記』が処女出版となる[2]。
- 1952年 - 禱一の長男、文學が入社。2人による操業となる。
- 1953年 - 歌集『巣鴨』を出版。
- 1954年 - 歌集『広島』『内灘』を出版。『巣鴨』とセットで戦争三部作となり、朝日新聞で紹介され評価されるが、商業的には成功とは言い難い売れ行きであった[3]。
- 1956年 - 三上綾子『匪賊と共に—チチハル脱出記』と須田寅夫『ニコヨン物語—笑と涙で綴った日雇の手記』がベストセラーとなる。後者は日活で映画化もされた。
- 1962年 - 伊藤文學が、性描写をメインとした新書シリーズ「ナイト・ブックス」を企画し、定期刊行開始。売れ行きは良く、経営は安定する。この時期に、創業者である伊藤禱一は実務から遠ざかり、文學のみの操業体勢となる。
- 1965年 - 伊藤文學と妹の紀子のノンフィクション共著『ぼくどうして涙が出るの』を出版。新聞・週刊誌等で大きな話題となり、後に映画化される。
- 1966年 - 当時としては画期的な自慰行為のガイドブックとして、秋山正美『ひとりぼっちの性生活-孤独に生きる日々のために』を出版。この本を読んだ同性愛者の手紙を読んで、ゲイ向け出版物を視野に入れる。
- 1968年 - 男性同性愛者向けに秋山正美『ホモテクニック—男と男の性生活』を出版。操業以来ベスト3の売り上げを記録。以後も同性愛者向け新書を出版する。
- 1971年 - 会員制ゲイ雑誌を除けば、日本初の同性愛者向けの商業雑誌『薔薇族』を刊行[4]。
- 1972年 - 『薔薇族』第2号のヌードグラビアに陰毛が写っていたため、警視庁が文學に出頭要請する[5]。またこの年、男性同性愛者向け写真集『脱いだ男たち』を「デッサン用」と銘打って販売し、完売する[6]。
- 1973年 - 『薔薇族』の成功により、本社ビルを建て替える。後に薔薇族城と呼ばれる。
- 1974年 - 『薔薇族』8月号（通巻19号）からの月刊化に伴い（18号は7月号、17号は5月号）、他の書籍出版業務からほぼ完全に撤退する。
- 1975年 - 『薔薇族』4月号掲載の小説が猥褻とされ、発禁処分となる。
- 1977年 - 『薔薇族』50号記念号（3月号）に寺山修司が詩「世界はおとうとのために」を寄せる[7]。
- 1989年 - 宮崎勤事件後、『薔薇族』グラビアの露出度が高いということで警察より複数回に渡って注意を受ける。また、編集部で気付かずに裏ビデオの広告を入れてしまい、猥褻図画販売幇助の疑いで大阪府警から文學が呼び出しを受けたが、処罰はされなかった。
- 2004年 - 『薔薇族』が休刊となり、第二書房は無収入となる。
- 2007年 - 2月に抵当に入っていた自社ビルを立ち退く。4月には『薔薇族』を再々復刊（それまで2社によって復刊されたが、どちらもすぐ再休刊となっていた）。

## 主な出版物

### 単行本
- 吉田絃二郎『夜や秋や日記』（1948年）
- 三上綾子『匪賊と共に - チチハル脱出記』（1956年）
- 須田寅夫『ニコヨン物語 - 笑と涙で綴った日雇の手記』（1956年）
- 伊藤文學・伊藤紀子『ぼくどうして涙が出るの』（1965年）
- 秋山正美『ひとりぼっちの性生活 - 孤独に生きる日々のために』（1966年）
- 秋山正美『ホモテクニック - 男と男の性生活』（1968年）
- 仁科勝『写真集 脱いだ男たち』（1972年）
- 栗浜陽三『渾遊』（こんゆう、写真集）（1973年）
- 伊藤文學『薔薇ひらく日を - 『薔薇族』と共に歩んだ30年』（2001年） - ISBN 978-4309904559

### ナイト・ブックス
新書判シリーズである。
1. 『わいだん読本』、武野藤介、250円、1962年
2. 『大人だけに聞かせる話』、武野藤介、250円、1963年
3. 『女性残酷物語』、清水正二郎、270円、1963年（カラー版420円、1968年）
4. 『処女残酷物語』、清水正二郎、260円、1963年
5. 『奥さまはお遊びがお好き』、武野藤介、270円
6. 『うわき読本』、武野藤介、270円、1962年
7. 『ぼくの漁色日記』、清水正二郎、270円、1963年
8. 『東海道お色気五十三次』、清水正二郎、270円、1963年
9. 『BG残酷物語』、清水正二郎、270円、1964年
10. 『人間大百科』、清水正二郎、270円、1964年
11. 『女性大百科』、清水正二郎、280円、1964年
12. 『夜ばい村物語』、山鳶正躬、280円、1964年
13. 『新女族物語』、富田英三、280円、1964年5月
14. 『女の名店街』、美川徳之助、280円、1964年
15. 『365日しびれる本』、芝山はじめ、280円、1964年
16. 『セックスはスポーツである』、森川昭彦、280円、1964年
17. 『はだかの楽屋』、森福二郎、280円、1964年
18. 『好色現代女物語』、九里大介、280円、1964年
19. 『ぼくの女体獲得法』、清水正二郎、280円、1965年
20. 『セックス商売繁盛記』、高橋猛、280円、1965年
21. 『体当たり男性論』、豊原路子、280円、1965年（1960年10月同社刊行物の新書化）
22. 『豊原路子の体当たりマンハント旅行』、豊原路子、280円、1965年（1961年8月同社刊行物の新書化、『体当りマンハント旅行記』改題）
23. 『東南アジア女体獲得旅行』、清水正二郎、290円、1965年
24. 『ぼくの世界漁色旅行』、清水正二郎、290円、1966年
25. 『セックス110番』、洪文圭、290円、1966年
26. 『駅前産婦人科』、中村泰助、290円、1966年
27. 『悪女残酷物語』、高橋猛、290円
28. 『女体残酷物語』、清水正二郎、290円、1966年
29. 『女は鞭に泣け』、清水正二郎、290円
30. 『あなたの性は異常だろうか』、堀永明、290円、1966年
31. 『もっと強く打って』、清水正二郎、290円
32. 『ゼツリン人間奮闘記』、清水正二郎、290円、1966年
33. 『エッチ読本』、清水正二郎、290円、1966年
34. 『人妻残酷物語』、清水正二郎、290円、1967年（カラー版420円）
35. 『女から女へ』、清水正二郎、290円、1967年
36. 『続女から女へ』、清水正二郎、290円、1967年
37. 『エッチ人間奮戦記』、清水正二郎、290円、1967年
38. 『365日ウキウキする本』、芝山はじめ、290円、1967年
39. 『未完成恋愛論 女との血みどろの戦い』、野川浩、290円、1967年
40. 『こちら産婦人科』、中村泰助、290円、1967年
41. 『美女残酷物語』、清水正二郎、290円、1967年
42. 『処女喪失物語』、有馬綾子、290円、1967年
43. 『女体こそわが命』、清水正二郎、320円、1968年
44. 『ぼくの女体獲得作戦』、清水正二郎、300円、1968年
45. 『透視メガネでのぞいたら』、清水正二郎、290円、1968年
46. 『女体告白物語』、保高みさ子、320円、1968年
47. 『銀座ホステス行状記』、高根麗子、300円、1968年
48. 『強い男強い女』、清水正二郎、300円
49. 『ハレンチな本』、榊猪之介、320円、1968年
50. 『メキシコ夜ばかり』、千葉一男、装画森文蔵、300円、1968年
51. 『女がよろこぶ本』、清水正二郎、320円、1968年
52. 『夜がうれしくなる本』、青空うれし、300円、1968年
53. 『愛と性の占い』、哲眼子、320円、1969年
54. 『縄と女の野獣たち』、藤見郁、装丁美濃村晃、320円、1969年
55. 『現代の性豪』、清水正二郎、320円、1969年
56. 『初体験物語』、有馬綾子、320円
57. 『狂った縄』、藤見郁、装丁美濃村晃、320円、1969年
58. 『白い肌黒い縄』、藤見郁、320円、1969年

## その他の商品
以下の漫画は『薔薇族』に掲載され、後にけいせい出版によって単行本化されたが、同社の倒産後、第二書房が在庫を引き取り販売した。なお、2、3年で全在庫が完売したとのことである。
- 山川純一『君にニャンニャン』（1986年）
- 山川純一『兄貴にド・キ・ド・キ』（1986年）
- 山川純一『ワクワクBOY』（1988年）ISBN 978-4874443743